# Трента Ви (Терамо)
Трента Ви (итал. Trenta Vi') је насеље у Италији у округу Терамо, региону Абруцо.
Према процени из 2011. у насељу је живело 6 становника. Насеље се налази на надморској висини од 202 м.